# Вінгер

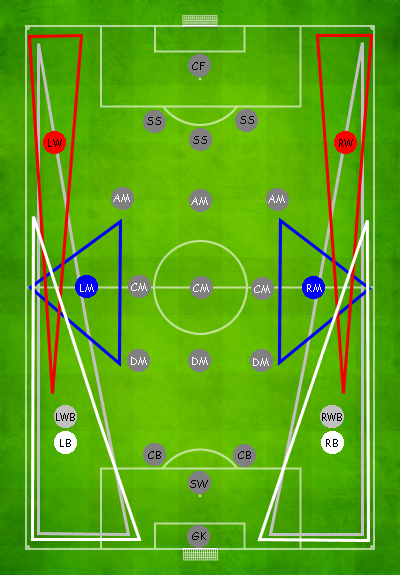
Червоним кольором позначено зони основної активності вінгерів.

Вінгер (від англ. wing — крило) — крайній півзахисник, який грає практично по всій довжині правої або лівої бровки. Націлений здебільшого на атаку. Основне завдання вінгера — постійно створювати небезпеку на своєму фланзі. Він може робити це за допомогою пасів, прострілів, навісів, спроб обіграти крайнього захисника суперників і пройти по флангу.
На позицію вінгерів зазвичай ставлять швидкісних і витривалих гравців. Вінгером в деяких випадках можна назвати навіть правого або лівого захисника, який більше думає про атаку й часто просувається вперед. Талановиті крайні півзахисники створюють масу проблем захисту суперників, постійно закидаючи м'яч у штрафний майданчик і створюючи там небезпечну ситуацію. Вінгер — атакувальний півзахисник, який грає ближче до бічних ліній футбольного поля.